# Richmond Robins
Richmond Robins var ett amerikanskt professionellt ishockeylag som spelade i American Hockey League (AHL) mellan 1971 och 1976. Laget hade sitt ursprung från att vara As de Québec som anslöt till AHL 1959. Robins spelade sina hemmamatcher i Richmond Coliseum i Richmond i Virginia.
De var farmarlag till Philadelphia Flyers och Washington Capitals.
Spelare som spelade för Robins var bland andra Bill Barber, Bill Clement, Bruce Cowick, Paul Holmgren, Orest Kindrachuk, Rick MacLeish, Terry Murray, Don Saleski och Dave Schultz.